# Wydział Teologiczny Uniwersytetu Jagiellońskiego
Wydział Teologiczny Uniwersytetu Jagiellońskiego – istniejący w Uniwersytecie Jagiellońskim w latach 1397–1954 najstarszy wydział teologiczny w Polsce.

## Historia
Został założony w 1397. W 1847 pozbawiono go prawa doktoryzowania. W 1863 uzyskał prawo przeprowadzania przewodów habilitacyjnych.
Do grona dziekanów wydziału należeli m.in. ks. Adam Draski, ks. Karol Teliga, ks. Józef Sebastian Pelczar, ks. Władysław Knapiński, ks. Stefan Pawlicki, ks. Konstanty Michalski, ks. Jan Nepomucen Fijałek, ks. Kazimierz Zimmermann, ks. Antoni Bystrzonowski, ks. Tadeusz Glemma, ks. Józef Kaczmarczyk (1918/1919, 1920/1921, 1927/1928 i 1930/1931), ks. Władysław Wicher (1937–1938).
Studentem wydziału był Karol Wojtyła.
W 1954 władze Polski Ludowej zlikwidowały Wydział, przenosząc część jego pracowników do Akademii Teologii Katolickiej w Warszawie.
Kontynuatorem Wydziału Teologicznego UJ jest Wydział Teologiczny Uniwersytetu Papieskiego Jana Pawła II w Krakowie.

## Absolwenci
- bp Herbert Bednorz
- ks. prof. Jan Czuj
- ks. prof. Stanisław Grzybek
- kard. Bolesław Kominek[5]
- kard. Franciszek Macharski
- ks. Stanisław Małysiak
- bp Wilhelm Pluta
- abp Jerzy Stroba
- bp Wacław Świerzawski
- ks. doc. Szczepan Włodarski[6]
- ks. Franciszek Dźwigoński[7]
- bp Janusz Zimniak